# Marjean Holden
Marjean Holden é uma atriz e produtora norte-americana, nascida no dia 3 de novembro de 1964 na cidade de Minneapolis, no estado do Minnesota, nos Estados Unidos da América.

## Início da carreira
Estudou teatro desde criança, participou da universidade Northern Arizona University e da universidade Arizona State University. Seu primeiro trabalho nas telas do cinema foi no filme Bill & Ted Excellent Adventure. Participou também do filme para televisão Ballistic atuando ao lado de Cory Everson. Mas seu papel mais famoso foi interpretando a personagem Sheeva da continuação da adaptação do jogo Mortal Kombat; Mortal Kombat: Annihilation.

### Filmes
| Ano  | Título                                   | Personagem                    | Curiosidade  |
| ---- | ---------------------------------------- | ----------------------------- | ------------ |
| 1985 | The Click                                | Voodoo Priestess (uncredited) |              |
| 1988 | Bloodstone                               | Shirley                       |              |
| 1988 | Glitch!                                  | Kathy                         |              |
| 1989 | Stripped to Kill II: Live Girls          | Something Else                |              |
| 1989 | Bill & Red's Excellent Adventure         | Student Speaker               |              |
| 1989 | Dr. Caligari                             | Paciente na cama              |              |
| 1990 | Secret Agent OO Soul                     | Motorista da Limusine         |              |
| 1990 | Silent Night, Deadly Night 4: Initiation | Jane                          | Video        |
| 1992 | Sweet Justice                            | M.J.                          |              |
| 1992 | Stop! Or My Mom Will Shoot               | Stewardess                    |              |
| 1992 | Nemesis                                  | Pam                           |              |
| 1993 | Philadelphia Experiment II               | Jess                          |              |
| 1995 | Ballistic                                | Jesse                         |              |
| 1995 | Automatic                                | Líder Epsilon                 |              |
| 1997 | The Lost World: Jurassic Park            | Screamer                      |              |
| 1997 | Mortal Kombat: Annihilation              | Sheeva                        |              |
| 1998 | Vampires                                 | Mestre Feminina #6            |              |
| 1998 | Thursday                                 | Pregnant Woman                |              |
| 2001 | Ghosts of Mars                           | Jovem Mulher                  |              |
| 2003 | George of the Jungle 2                   | Sally                         | Video        |
| 2005 | Hostage                                  | Carol Flores                  |              |
| 2012 | Bring Me the Head of Lance Henriksen     | Marjean                       | Pós-produção |

### Televisão
| Ano       | Título                      | Personagem                  | Curiosidade                                    |
| --------- | --------------------------- | --------------------------- | ---------------------------------------------- |
| 1989      | A Different World           | Nikki                       | Episódio: "Great Expectations"                 |
| 1990      | A Different World           | Nikki                       | Episódio: "Hillman Isn't Through with You Yet" |
| 1990      | So Proudly We Hail          | Estudante da Harvard        | Filme de TV                                    |
| 1990      | Jake and the Fatman         | Sarah Fox                   | Episódio: "You Took Advantage of Me"           |
| 1992      | True Colors                 | Tiffany                     | Episódio: "Half a Man"                         |
| 1993      | The Fresh Prince of Bel-Air | Shantay                     | Episódio: "Bundle of Joy"                      |
| 1993      | Where I Live                | Karen                       | Episódio: "I Live Where?"                      |
| 1993      | Renegade                    | Lt. Sharon Miller / Tigress | Episódio: "Fighting Cage: Parts 1 & 2"         |
| 1994      | The Sinbad Show             | Gillian                     | Episódio: "The Dog Episode"                    |
| 1994      | Wings                       | Marjean                     | Episódio: "Exclusively Yours"                  |
| 1994      | One Woman's Courage         | Sandra Widdoes              | Filme de TV                                    |
| 1994      | Tales from the Crypt        | Andrea Johnson              | Episódio: "The Pit"                            |
| 1995      | Pointman                    | Shanda                      | Episódio: "Everything in the World"            |
| 1995      | Hangin' with Mr. Cooper     | Doreen                      | Episódio: "Hero"                               |
| 1995      | In the House                | Rogina                      | Episódio: "Birthday Presence"                  |
| 1996      | JAG                         | Lt. Sanford M.D.            | Episódio: "The Brotherhood"                    |
| 1996      | Suddenly Susan              | Wendy                       | Episódio: "Hoop Dreams"                        |
| 1997      | Star Trek: Deep Space Nine  | Stolzoff                    | Episódio: "Empok Nor"                          |
| 1997      | Pacific Blue                | Biggs                       | Episódio: "Only in America"                    |
| 1998      | The Steve Harvey Show       | Maxine                      | Episódio: "Just My Imagination"                |
| 1999      | Babylon 5: A Call to Arms   | Earthforce Navigator        | Filme de TV                                    |
| 1999      | La Femme Nikita             | Aurora                      | Episódio: "Hand to Hand"                       |
| 1999      | Crusade                     | Dr. Sarah Chambers          | Main role (13 episódios)                       |
| 2000-2002 | BeastMaster                 | Arina                       | Recurring role (22 episódios)                  |
| 2001      | Code Red                    | Lt. Joyce Darwin            | Filme de TV                                    |
| 2009      | ER                          | Elise Warner                | Episódio: "T-Minus-6"                          |